# Proteínas mixtas
Proteínas mixtas constituyen una de las tres clases principales de proteínas por su conformación estructural, junto con las proteínas globulares y fibrosas. Complementan las características de las proteínas globulares y fibrosas, por ello el nombre de "mixtas".

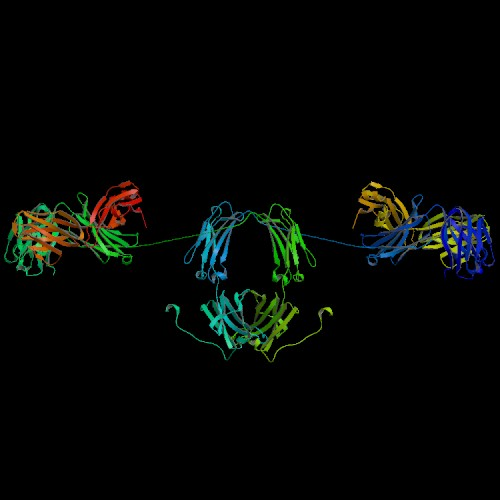
Diagrama de cintas de la estructura molecular de un anticuerpo.

## Características
- Poseen una parte fibrilar (comúnmente es el centro de la proteína).
- Largas como las proteínas fibrosas.
- Solubles como las globulares
- Cadenas largas como las proteínas fibrosas.[1]
- En su centro podemos encontrar repulsiones entre sus cadenas laterales.
- Poseen otra parte globular (en los extremos).
- Tienen sus grupos no polares hacia adentro.
- Tienen sus grupos polares hacia fuera.

## Ejemplos
Entre algunos ejemplos de proteínas mixtas tenemos el fibrinógeno, la miosina y algunos anticuerpos.

- El Fibrinógeno es una proteína soluble de gran tamaño, formada por tres pares de cadenas polipeptídicas diferentes unidas por puentes disulfuro. Estas cadenas son sintetizadas en el hígado. Es responsable de la formación de los coágulos de sangre. Cuando se produce una herida se desencadena la transformación del fibrinógeno en fibrina gracias a la actividad de plaquetas.
- La Miosina formada por dos cadenas enrolladas entre sí, que interacciona con la actina, consumiendo ATP para producir la

contracción muscular. forman la parte más importante del músculo esquelético, confiriéndole mayoritariamente el poder nutritivo. 
- algunos anticuerpos presentan una conformación estructural tridimensional fribosa y globular. Contribuyen a dirigir la respuesta inmune adecuada para cada distinto tipo de cuerpo extraño que encuentran.

Moléculas de miosina sufriendo un cambio conformacional en tiempo real.